# Salandra (Basilikata)
Salandra ist eine Gemeinde in der süditalienischen Region Basilikata in der Provinz Matera mit 2486 Einwohnern (Stand am 31. Dezember 2023).
Der Ort liegt auf einem Hügel oberhalb des Tals des Salandrella, eines Wasserlaufs. Nach Matera sind es in nordöstlicher Richtung etwa 25 km und nach Westen nach Potenza circa 45 km.

## Geschichte
Mauerreste und Funde deuten auf einen normannischen Ursprung hin. Die Herren der Burg aus dem 12. Jahrhundert waren Gilberto di Salandra, dann Francesco Attendolo Sforza und schließlich die Familie Revertera.

## Sehenswürdigkeiten
- Von der ehemaligen Burganlage sind noch einige Mauern und zwei Arkaden vorhanden.
- Ein Reformationskloster aus dem 17. Jahrhundert besitzt eine bemerkenswerte Pforte sowie zwei Löwenskulpturen im römischen Stil.
- In der Kirche San Antonio findet man zwei Polyptychen aus dem 17. Jahrhundert (von Frater Simone aus Florenz) und des Malers Antonio Stabile von 1580.